# Daniel Bekono
Daniel Bekono (né le 31 mai 1978) est un footballeur camerounais, gardien de but.

## Clubs
- 2000-2002 :  Canon Yaoundé
- 2003 :  Fovu Baham
- 2003-2007 :  Béroé Stara Zagora
- 2008-Mars 2010 :  FK CSKA Sofia

## Palmarès
- vainqueur des jeux africains en 1999.
- Médaille d'or aux Jeux olympiques de 2000 avec l'équipe du Cameroun.
- Coupe d'Afrique des nations : 2000
- Championnat de Bulgarie de football : 2008
- vainqueur de la coupe du cameroun en 1999 avec canon de yaounde.